# Poslední dny dinosaurů
Poslední dny dinosaurů aneb Výprava za pravěkou apokalypsou je dobrodružný knižní příběh s prvky sci-fi, ale i věrným popisem pravěkého ekosystému končící křídové periody. Jde o příběh čtveřice odvážných, kteří podstoupí cestu časem a ocitnou se v době katastroficky končícího světa dinosaurů, se všemi jeho nástrahami a tajemstvími. Autorem knihy je popularizátor a publicista Vladimír Socha, ilustrace jsou dílem Vladimíra Rimbaly. Kniha byla poprvé vydána vydavatelstvím Českého rozhlasu Radioservis v květnu 2016. V listopadu a prosinci 2018 byla vysílána zdramatizovaná rozhlasová verze této knihy na Českém rozhlasu.

## Děj knihy
Napůl šílený profesor Pierre de Bras vytvoří náhodným nezvládnutím manipulace s obřím urychlovačem částic časoprostorovou trhlinu, jakousi nestabilní díru v prostoročase. Zamkne se pomocí elektromagnetických zámků ve své laboratoři a usilovně pracuje na tom, aby získal stabilní přístup ke škvíře, a tím i do dávné geologické minulosti. Brána se otevře v době před 66 miliony let, na konci druhohorní éry, v době posledních dinosaurů. Vlivný muž jménem Peter Archibald chce později využít možnosti cestovat časem pro své obchodní a částečně i vědecké zájmy. Potřebuje ale "škvíru" vyzkoušet, a tak shromáždí skupinku dobrovolníků, kteří se mají vydat do prostředí dávnověku a zkoumat svět, který známe pouze v podobě sedimentů a zkamenělin souvrství Hell Creek. Lidé se mají ocitnout v pravěké Montaně, tehdejším subkontinentu Laramidie. Kromě placeného experta na přežití a bývalého elitního vojáka Radžeše Singha (zodpovědného za bezpečnost výpravy) přijme tuto výzvu mladá paleontoložka Mary Torrensová (odbornice na ekosystémy v souvrství Hell Creek), zkušený, ale nervově labilní geolog Mark Robben (mj. odborník na hromadná vymírání) a podezřívavý, ale také praktický astronom Paul Kowalski (specialista na planetky a komety). Archibald této čtveřici namluví, že budou moci pozorovat a na vlastní kůži zažít svět krátce po katastrofě K-Pg a budou tak relativně v bezpečí - velcí dinosauři již budou vymírat a odezní i nejhorší účinky katastrofy. I přes počáteční strach a nedůvěru nakonec všichni souhlasí a jsou za velmi dramatických efektů vysláni do minulosti.

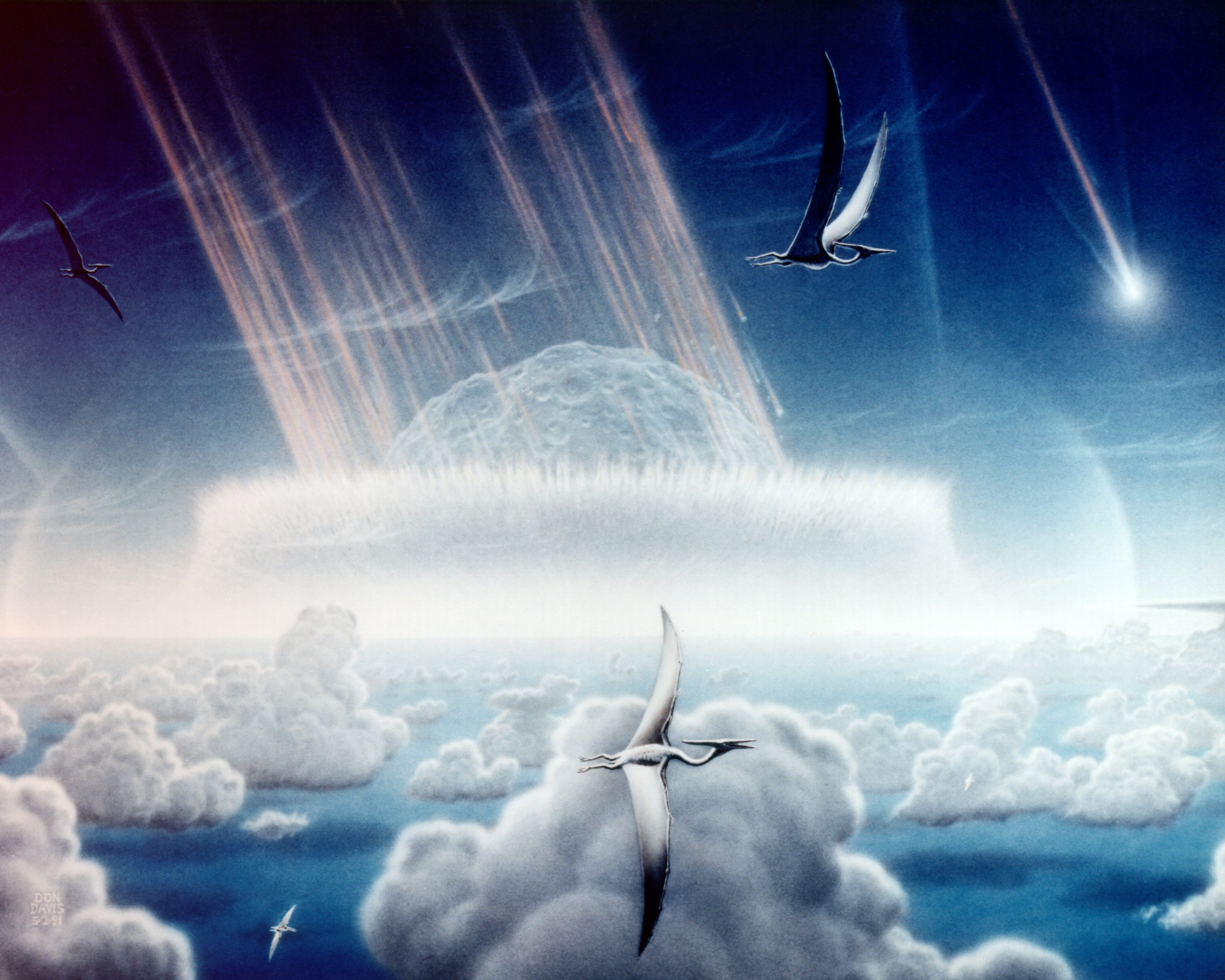
Umělecká představa dopadu asteroidu Chicxulub, ústřední událost v ději knihy.

Po přesunu časem se skupinka musí znovu sejít, protože přesun je "rozhodí" o několik desítek až stovek metrů daleko a geolog se málem utopí v jezeře. Po prvotním okouzlení pravěkou přírodou a seznámením s fyzikálními podmínkami atmosféry a klimatem ale nastává šok - lidé zjišťují, že nemají účinné palné zbraně (které kdosi z neznámého důvodu Singhovi vyndal z jeho zavazadla těsně před přesunem). Dále se dozvídají, že nejsou v pravěku sami - ve skutečnosti totiž mají za úkol najít profesora de Brase, který tam dobrovolně "odcestoval" před nimi. A co je nejhorší, astronom jako první zjistí, že i když přežijí nástrahy křídového světa, nemají ještě zdaleka vyhráno. Časová škvíra je dopraví zpět - coby jediná možnost záchrany - právě za 48 hodin po příletu (kdy se s dalším pulzem znovu nakrátko rozevře). Musí se tedy stihnout vrátit na stejné místo a během pouhých několika sekund, po které bude rozevřena, do škvíry skočit. Jenže oni možná ani těchto 48 hodin mít nebudou. Desetikilometrová planetka Chicxulub už je totiž doslova na dohled, pouhé miliony kilometrů od Země. Rychlostí desítek tisíc kilometrů v hodině se k naší planetě blíží a zasáhne ji 3300 kilometrů od jejich současné pozice....už za pouhé dva dny. Ničivá katastrofa, která má vyhladit dinosaury, je totiž teprve před nimi...a oni ji zažijí na vlastní kůži.
Ani to ale není tím největším a nejděsivějším tajemstvím, které v dávné minulosti na čtveřici odvážných čeká. Ať už u "Jezera klidu", v džunglích a močálech záplavové nížiny, na náhorní Laramijské planině nebo u záhadného jezera ve vnitrozemí, lidé budou všude bojovat o holé životy a dozvídat se nové překvapivé skutečnosti. A ačkoliv si navzájem nedůvěřují a někteří z nich se dokonce zpočátku nenávidí, budou nakonec stejně muset spojit své síly a využít všech svých odborných i praktických zkušeností, aby přežili...a zkusili se v poslední možnou chvíli ještě vrátit domů, do nesmírně vzdálené budoucnosti...

## Zajímavosti

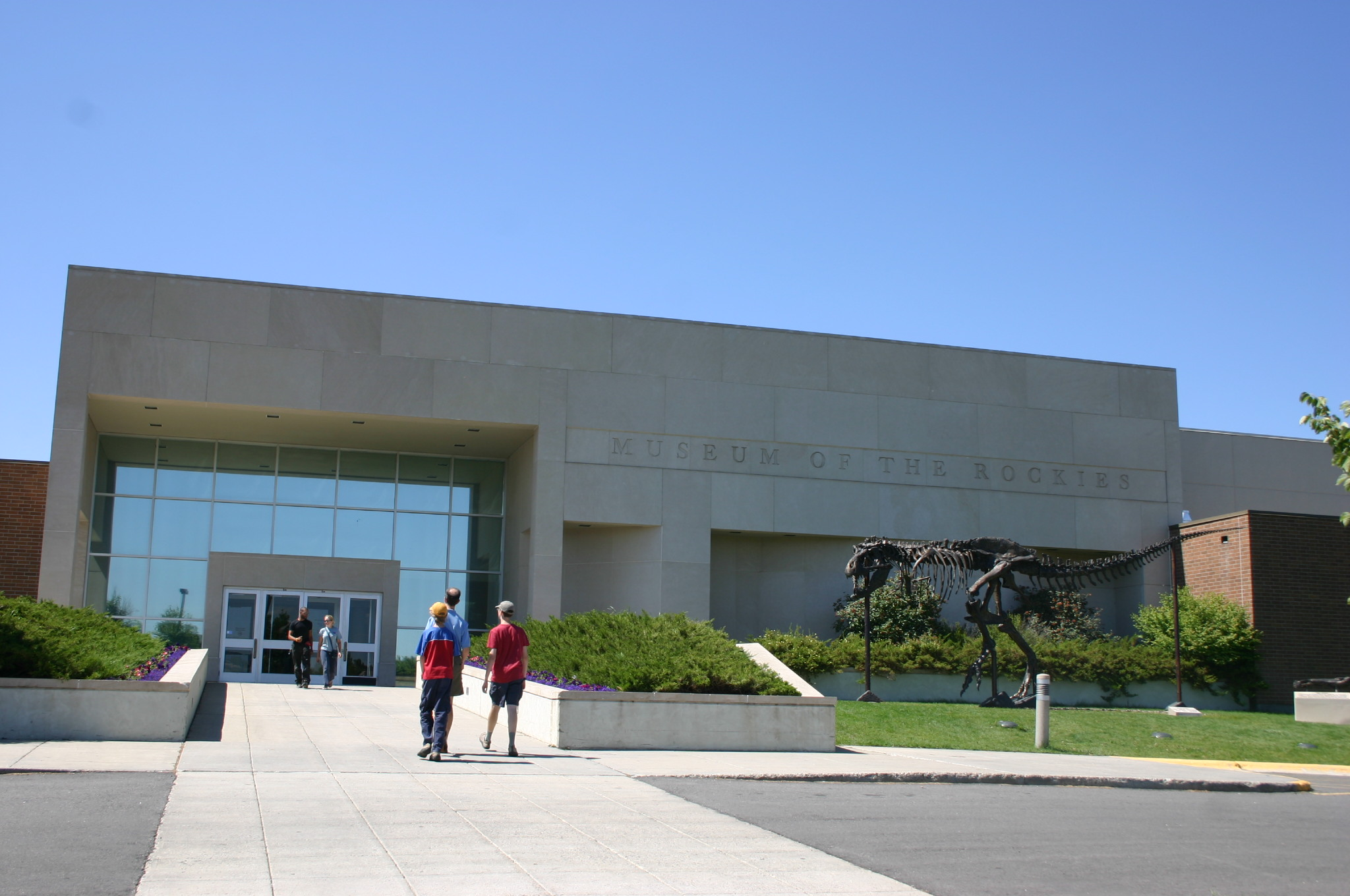
Jednou z reálných institucí, které se v knize objevují, je i Museum of the Rockies v Bozemanu.

Kniha představuje mj. i komplexní a vědecky přesný popis podoby druhohorního ekosystému (souvrství Hell Creek); autor čerpá z vlastních zkušeností při vykopávkách na svrchnokřídových nalezištích v americké Montaně. V příběhu je také pojednán podrobný popis účinků dopadu asteroidu Chicxulub s údaji založenými na aktuálních vědeckých studiích. Doplněna je také podrobná časová osa, popis účinků dopadu asteroidu Chicxulub, galerie dinosaurů a slovníček. V ději knihy se objevují i skutečné instituce a místa, jako je Billings, Bozeman a Jordan v Montaně, Museum of the Rockies nebo urychlovače částic LHC a Tevatron.
V knize je podrobně popsáno také ekologické prostředí a fyzikální podmínky světa v době před 66 miliony let. Autor popisuje, jak se čtveřice hlavních hrdinů musí vyrovnávat s odlišnými organismy (od parazitů přes dinosaury až po záhadné inteligentní bytosti), odlišnou délkou dne (vlivem rychlejší zemské rotace byl zhruba o 20 minut kratší, trval tedy asi 23 hodin a 36 minut), jiným obsahem kyslíku (až kolem 28 %) a oxidu uhličitého v atmosféře, jinou vlhkostí vzduchu apod. Velmi podrobně jsou dramatickou formou popsány fyzikální účinky dopadu asteroidu Chicxulub ve vzdálenosti asi 3300 kilometrů od epicentra dopadu (kde se hlavní postavy příběhu v dané době nacházejí). Popsána je silná zemětřesná vlna, vražedná tlaková a žárová vlna, postupný růst teploty apod. (včetně doby, za kterou dané efekty k lidem dorazí). Autor se také pokouší uhodnout, jak mohla vypadat obloha a souhvězdí v době končících druhohor. Součástí textu jsou i četné teorie o životě a paleoekologii dinosaurů, například jejich teplokrevnosti, tělesném opeření, stádním nebo smečkovém chování apod.

## Hlavní postavy
- Mary Torrensová - mladá americká paleontoložka, odbornice na souvrství Hell Creek a dinosaury z období pozdní křídy
- Paul Kowalski - původem polský astronom, odborník na menší tělesa sluneční soustavy (komety a planetky)
- Mark Robben - holandský geolog, specialista na sedimentologii a hromadná vymírání v geologické minulosti
- Radžeš Singh - původem indický voják, specialista na boj v džungli a na přežití v extrémních podmínkách
- Pierre de Bras - původem belgický biochemik, jeden z objevitelů možnosti cestování časem, později ale pomatený a nebezpečný
- Peter Archibald - ředitel společnosti Alpha Tevatron Unlimited, hlava projektu cest do minulosti (hlavní záporná postava příběhu)
- Elen Margulisová - Archibaldova pravá ruka, odbornice na konzervaci vzorků z pravěku
- Dan Fawler - paleontolog pracující v terénu Badlands a vedoucí skupinu dobrovolníků na vykopávkách v jednom z táborů
- Colin Taylor - odborník na stratigrafii a radiometrické datování, objevitel křídového "artefaktu"
- Darren Paul - hlavní preparátor fosilního materiálu v paleontologickém muzeu v Bozemanu
- Michael Friedman - kurátor paleontologických sbírek univerzitního muzea v Bozemanu

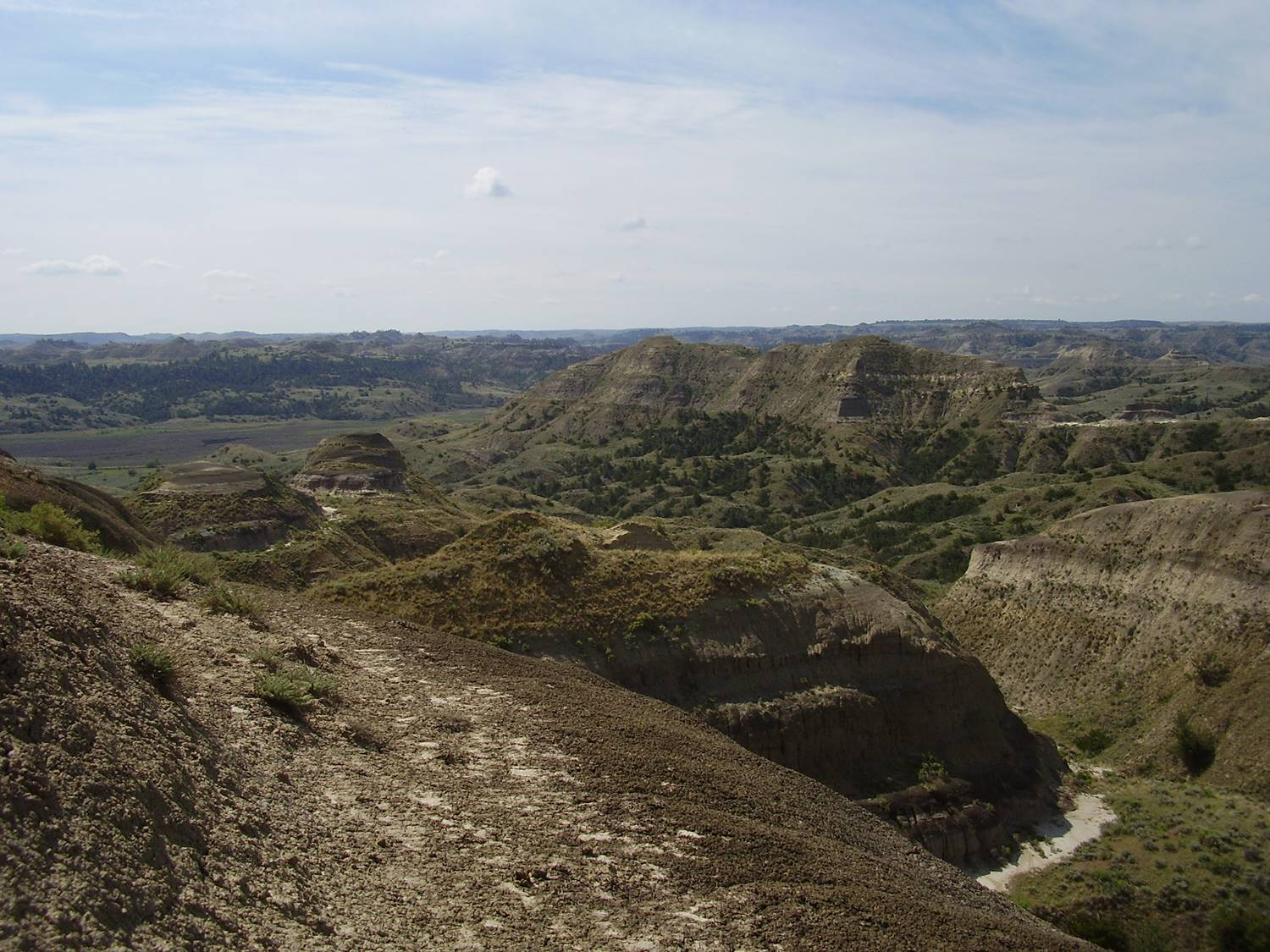
Výchozy sedimentů souvrství Hell Creek, kde se odehrává část děje knihy v současnosti.

Zmíněny jsou také mnohé skutečné osobnosti, jako je fyzik Stephen Hawking, astronom Carl Sagan, geolog Walter Alvarez nebo paleontologové Mary Higby Schweitzerová, Barnum Brown, Charles W. Gilmore, Dale Russell, Robert T. Bakker, Jack Horner a mnozí další.

## Pravěcí živočichové v knize
- Dinosauři
  - Acheroraptor temertyorum
  - Alamosaurus sanjuanensis
  - Ankylosaurus magniventris
  - Anzu wyliei
  - Dakotaraptor steini
  - Denversaurus schlessmani
  - Dracorex hogwartsia
  - Edmontosaurus annectens
  - Leptoceratops gracilis
  - Ornithomimus velox
  - Pachycephalosaurus wyomingensis
  - Stygimoloch spinifer
  - Thescelosaurus neglectus
  - Torosaurus latus
  - Triceratops prorsus
  - Troodon formosus
  - Tyrannosaurus rex

- Další živočichové
  - Brachychampsa montana (pravěký krokodýl)
  - Eubaena cephalica (pravěká želva)
  - Obamadon gracilis (pravěký ještěr)
  - Palaeosaniwa canadensis (pravěký ještěr)
  - Protoscaphirhynchus squamosus (pravěká jeseterovitá ryba)
  - Purgatorius unio (pravěký savec)
  - Quetzalcoatlus northropi (obří ptakoještěr)
  - Thoracosaurus neocesariensis (pravěký gavialoidní krokodýl)

V textu jsou dále zmíněni také nespecifikovaní zástupci bezobratlých (ektoparazité typu klíšťat a blech, žížaly, štíři, kobylky, vážky ad.), ptakoještěři, zubatí praptáci (například hesperornitidi), ještěři a krokodýli, mosasauři (velcí mořští plazi příbuzní varanům), teropodi alvarezsauři a rody Champsosaurus, Protungulatum, Gigantoraptor, Nanotyrannus (ve skutečnosti nedospělý exemplář tyranosaura) nebo Velociraptor. Zmíněn je také dinosauroid a slavné dinosauří "mumie" Dakota a Leonardo nebo exemplář tyranosaura zvaný Sue. Z pozdně křídové flóry nechybí zástupci jinanů, cykasů, blahočetů, metasekvojí a krytosemenných rostlin). Zmíněny jsou dokonce i vzdálené příbuzné současného chmele a máku polního (Humulus sp. a Palaeoaster inquirenda). Přímo zmíněné jsou druhy: jinan Ginkgo adiantoides, Marmarthia pearsonii, Platanites marginata, liliovník Liriodendron laramiense, ořešák Juglans leconteana, šácholan Magnolia pulchra, Dryophyllum subfalcatum, Spinifructus antiquus nebo palma rodu Sabalites.